# I Can I Will I Did
I Can I Will I Did é um filme de 2017 dirigido por Nadine Truong.
Nadine Truong foi indicada em 2017 ao prêmio do júri no VC FilmFest - Los Angeles Asian Pacific Film Festival e ganhou o prêmio do público no Asian American International Film Festival.
Foi lançado pela Random Media em formato digital e DVD nos Estados Unidos em 2018.

## Sinopse
Após sofrer um acidente de carro devido ao bullying, o jovem Ben tenta se recuperar com a ajuda de Adrienne, uma colega em cadeira de rodas que ele conhece no hospital, e seu avô Kang, um mestre de Taekwondo.

## Elenco
- Ik Jo Kang - mestre Kang
- Mike Faist - Ben
- Ellie Lee - Adrienne
- Jack DiFalco - Dorian
- Soraya Butler - Counselor
- Kyliegh Curran - Lily
- Cornelius Davidson - Ezekiel
- Kim Fischer - Braxton